# ラートクラバン工業団地
ラートクラバン工業団地 (タイ語:นิคมอุตสาหกรรมลาดกระบัง、英語：Lad Krabang Industrial Estate）は、タイのタイ工業団地公社の管理する工業団地の一つ。タイ中部バンコクラートクラバン区に位置する。1978年に開設。ラートグラバン工業団地、ラッカバン工業団地、ラーカバン工業団地、ラークラバン工業団地などと記述されることがある。主要生産物は電子産業、自動車と機械、プラスチック、日用雑貨など。2011年現在全283社のうち日系49社。

## 管理事務所所在地
バンコク ラートクラバン区 ラムプラーティウ地区、ソーイ・チャローンクルン 31、40
（40 ซ.ฉลองกรุง 31 แขวงลำปลาทิว เขตลาดกระบัง กรุงเทพฯ 10520） 
- 各地からの距離
  - スワンナプーム国際空港より10km
  - クローントゥーイ港より45km
  - ドンムアン空港より50km
  - レームチャバン港より100km

## 用地
- 用地面積 - 総面積 409ha（内訳は一般工業区 196ha、フリーゾーン 109ha、住宅・商業用区 1.5ha、公共インフラエリア 102haなど）

## 施設
- 水道水：首都水道公社からの給水。予備井戸5箇所。
- 電力：ミンブリー区首都電力公社の発電分所から180MVAの供給。電圧は24kV。
- 電話：7,000回線 （TT＆T）
- 廃水処理 ：活性汚泥廃水処理施設を2箇所もつ。処理能力は18,600㎥/日。
- 道路：幹線道路は鉄筋コンクリート製幅員31m、補助幹線道路はアスファルト舗装幅員27m。路地20m。
- 洪水対策：17.4キロメートルの土製堰を団地周囲に設置。海抜2.20m。16台のポンプを備えた7箇所のポンプ所設置。排水能力50,000㎥/時。
- 防火システム:消火栓96ケ所、水槽車、消防車、はしご車。
- ワンストップサービスセンター（OSOS）はタイ工業団地公社本部およびバーンチャン工業団地事務所に設置。

## コジェネレーション発電事業
中部電力とタイのクントーン・エナジー・サービスなどが共同出資したTACエナジー社が2011年から本工業団地内1地点でコジェネレーション発電事業を開始した。タイ発電公社（EGAT）に売電しつつ、工業団地に電気と蒸気を供給。

## 洪水
（工業団地の被災についてはタイ工業団地公社の2011年タイ北部・中部地域及びバンコク都における降雨・洪水被害の項を参照）
2011年7月から続くタイ北部の大雨により、10月にはバンコク近郊工業団地でも冠水、閉鎖された。10月14日現在浸水はしていないが、10月12日タイ工業団地公社により洪水被害の可能性がある工業団地として指定。10月13日には特に洪水に警戒を要する工業団地に格上げし、セーンセープ運河の水位上昇への警戒を呼びかけている。10月17日、工業団地公社は洪水に備えるためとして入居企業に操業停止を要請した。